# ماري فيلادلفيا ميريفيلد
ماري فيلادلفيا ميريفيلد (بالإنجليزية: Mary Philadelphia Merrifield)‏ (ني واتكينز 15 أبريل 1804 - 4 يناير 1889) كانت كاتبة بريطانية في الفن والموضة. وأصبحت فيما بعد عالمة متخصصة في علم الأحياء (خبيرة في الأعشاب البحرية).

## حياتها
ولدت ماري فيلادلفيا واتكينز في برومبتون لندن في عام 1804. كان والدها السير تشارلز واتكينز محامياً متخصصاً في نقل ملكية الممتلكات. في 1826/7 تزوجت من جون ميريفيلد وأنجبت في عام 1827 ابنه تشارلز واتكينز ميريفيلد وابن آخر فريدريك ميريفيلد في عام 1831. انتقلوا في وقت لاحق إلى دورسيت جاردنز برايتون. وعمل زوجها كمحامٍ وتولت هي ترجمة كتاب عن الرسم للفنان من القرن الخامس عشر سينينو سينيني. نُشر الكتاب أو أطروحة الرسم في عام 1844.
نشرت في عام 1846 فن الرسم الفريسكو والذي كان مهمة موكلة إليها من الجمعية الملكية للفنون الجميلة. بمساعدة من ولديها. في عام 1850 عرضت لوحاتها في المعرض الفني الأول الذي أقيم في جناح برايتون الملكي.
اختارت في عام 1854 موضوع مختلف ونشرت Dress as a Fine Art الذي دعم التحسينات العملية لأميليا بلومر. تحدى منهجها الصور النمطية مما يدل أنه من الممكن دراسة الموضة بشكل علمي. وثبتت أن الأشخاص الذين يهتمون بالموضة يمكن أن يطمحوا إلى الاهتمام الأكاديمي.
أظهرت معرفتها بالتاريخ المحلي عندما نشرت كتاب برايتون في الماضي والحاضر عام 1857  وفي عام 1857 تم تكريمها بمعاش تقاعدي ضمن القوائم المدنية قدره 100 جنيه إسترليني سنوياً. استخدمت موقعها في برايتون للبحث عن «رسم للتاريخ الطبيعي لبرايتون» والذي جعلها إلى جانب الأبحاث العلمية اللاحقة خبيرة في الأعشاب البحرية. وفي سبعينيات القرن التاسع عشر نشرت المزيد من الأبحاث حول التاريخ الطبيعي. وقد كانت مهتمة جداً بمقابلة عالم الطبيعة يعقوب جورج أجارد لدرجة أنها تعلمت اللغة السويدية. رد أجارد المجاملة من خلال تسمية الطحالب الأسترالية ريتيفلايا ميريفيلدياي (الملقب نانوبيرا ميريفيلدياي) على اسمها.
واصلت نشر الأبحاث في مجلة «الطبيعة» البريطانية العلمية كما عملت أيضاً على تنظيم عروض عن التاريخ الطبيعي في متحف برايتون ومعرض الفنون.

## موتها وإرثها
توفيت ميريفيلد أرملة في منزل ابنتها في ستابلفورد في 4 يناير 1889. ويُحتفظ بمجموعتها عن التاريخ الطبيعي في متحف التاريخ الطبيعي في لندن بالإضافة على الاحتفاظ ببعض النماذج في متحف بوث للتاريخ الطبيعي في برايتون. وقد أصبح ابنها فريدريك فيما بعد رئيساً لمدرسة برايتون للفنون في حين أصبحت مارغريت فيرال وهي أحد حفيداتها عالمة كلاسيكية وأصبحت فلورا ميريفيلد وهي حفيدة أخرى مناصرة لحقوق المرأة في التصويت في ساسكس. كانت أعمال ماري موضوع عرض في متحف التاريخ الطبيعي في برايتون في عام 2019.